# Palác kultury a vědy
Palác kultury a vědy (polsky Pałac Kultury i Nauki (zkratkou PKiN), do destalinizace Pałac Kultury i Nauki im. Józefa Stalina – Palác kultury a vědy Josefa Stalina) je výšková budova ve Varšavě, vybudovaná v Śródmieście, v centrální části metropole. Jedná se o nejznámější a nejdochovanější památku socialistického realismu v zemi, palác je oficiálně známý jako „Dar národů Sovětského svazu“. Vybudován byl v poválečných letech jako součást rekonstrukce a přestavby metropole po válce. Otevřen byl roku 1955 a stal se nejvyšší budovou ve Varšavě.
Součástí paláce je několik muzeí – technické, mládeže, evoluce a kongresový sál. Na 30. patře (ve výšce 114 m) je pak umístěno vyhlídkové patro. Na střeše budovy stojí vysílač, který zajišťuje televizní a rádiový signál mnoha stanic po celé metropoli.

## Výstavba a historie
Palác byl vybudován podle vzoru stalinských výškových budov v Moskvě, architekt Lev Rudněv ale nacházel inspiraci i jinde, například v Spasské věži v Kremlu. Kromě sovětských vlivů však chtěl také použít i styl polský a před návrhem budovy tedy navštívil mnohá významná města v zemi. Nakonec vzniklo pět projektů, z kterých Poláci vybrali jeden, a ten byl nakonec realizován. Na budování 231 m (42 pater) vysokého paláce pracovalo od 2. května 1952 do 22. července 1955 kolem tří a půl tisíc sovětských dělníků, 16 z nich na stavbě zahynulo.
7. března 1953, tedy dva dny po smrti Stalina a před dokončením budovy, rozhodla Státní rada a Rada ministrů PRL o názvu stavby Palác kultury a vědy Josifa Stalina (polsky Pałac Kultury i Nauki imienia Józefa Stalina). Rovněž bylo rozhodnuto, že památník Stalina bude umístěn před samotný palác. Soutěž na památník byla sice vypsána, ale žádný z projektů nesplnil očekávání zadavatelů.
Z vyhlídkového patra často páchali lidé skokem sebevraždu, první takový incident se objevil již roku 1956, musely být proto do výhledů nainstalovány bezpečnostní mříže.

## Zbourání
Od 2. února 2007 je celý objekt památkově chráněný, mnohé osobnosti společenského a kulturního života však proti tomuto kroku protestovaly, neboť považují palác spíše za symbol nesvobody z poválečných časů. V roce 2017 byla v Polsku otevřena diskuze o možném případném zbourání paláce. Zbourání stavby podpořil ministr obrany Bartosz Kownacki Považoval by jej za vhodný dárek pro výročí sta let nezávislosti Polska v roce 2018. Případnou demolici rovněž podpořil i ministr financí a rozvoje a pozdější premiér Mateusz Morawiecki nebo vicepremiér a ministr kultury Piotr Gliński, který uvedl, že proti zbourání „nic nemá, ovšem za podmínky, že odstraněnou stavbu rychle nahradí nějaký jiný rozumný objekt“. Některé hlasy v Polsku tomuto záměru oponovaly s tím, že bez ohledu na okolnosti vzniku je tato budova součástí polské historie a navíc přináší lidem užitek.

## Galerie

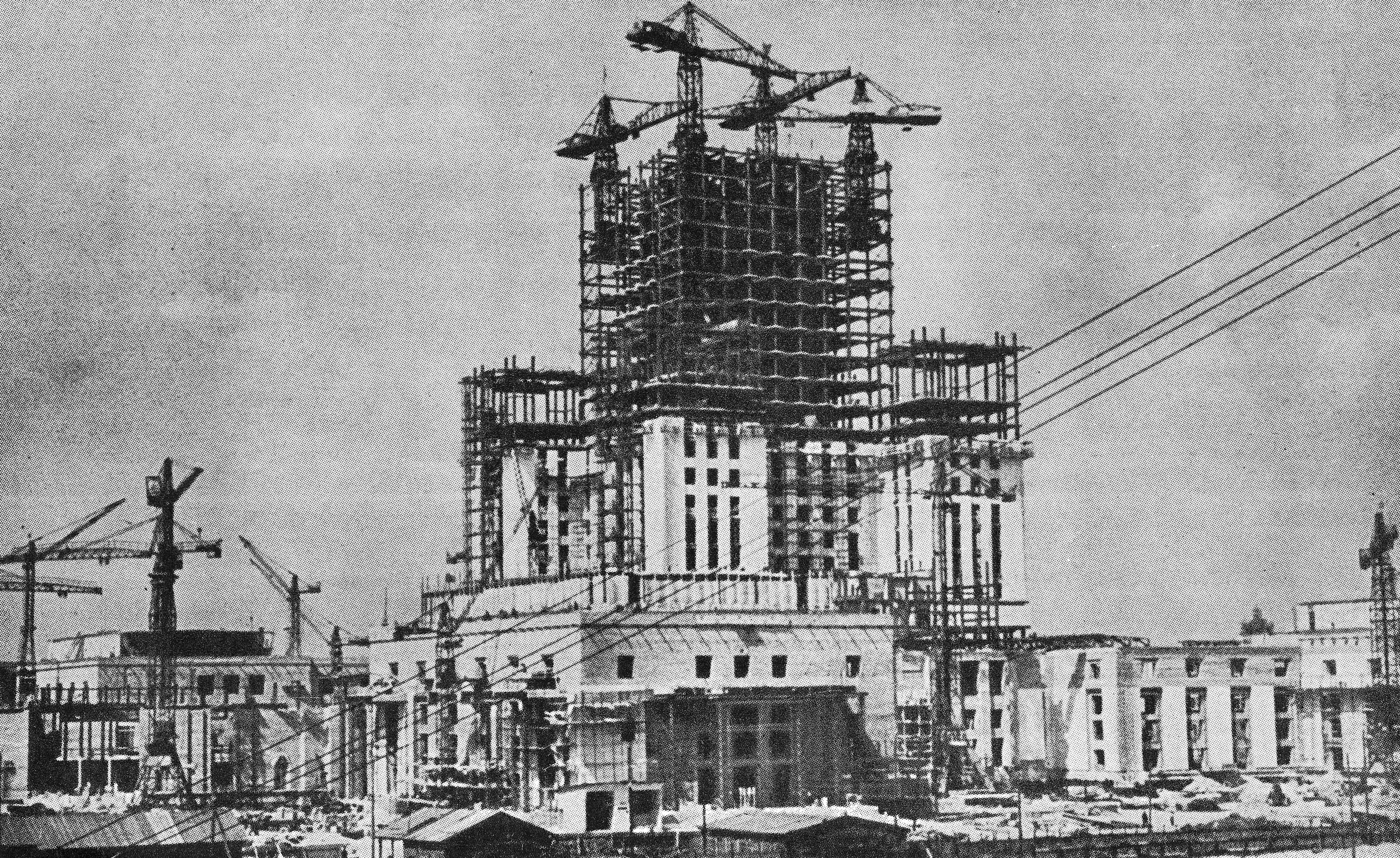
Základy stavby, rok 1953
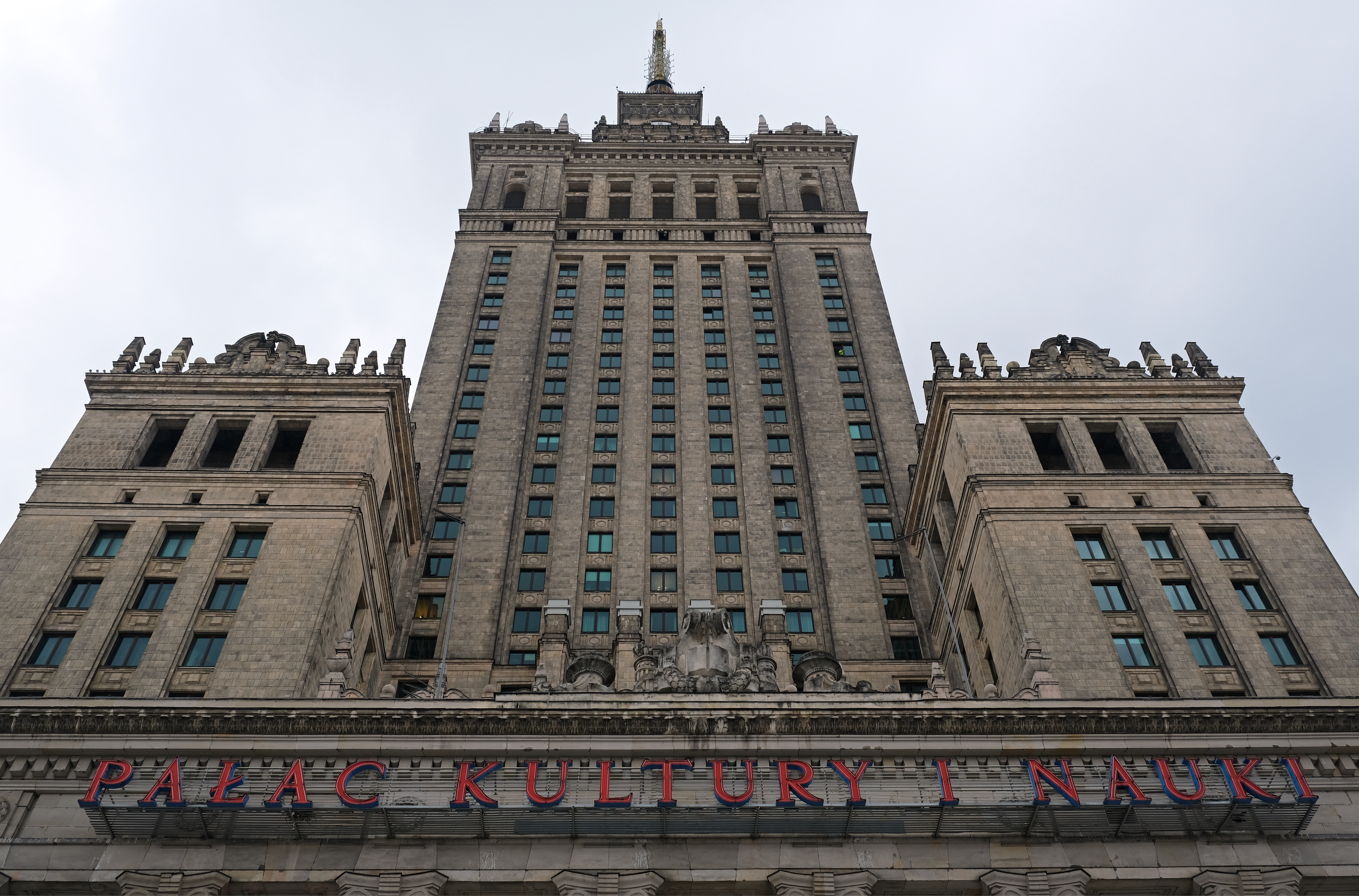
Pohled vzhůru
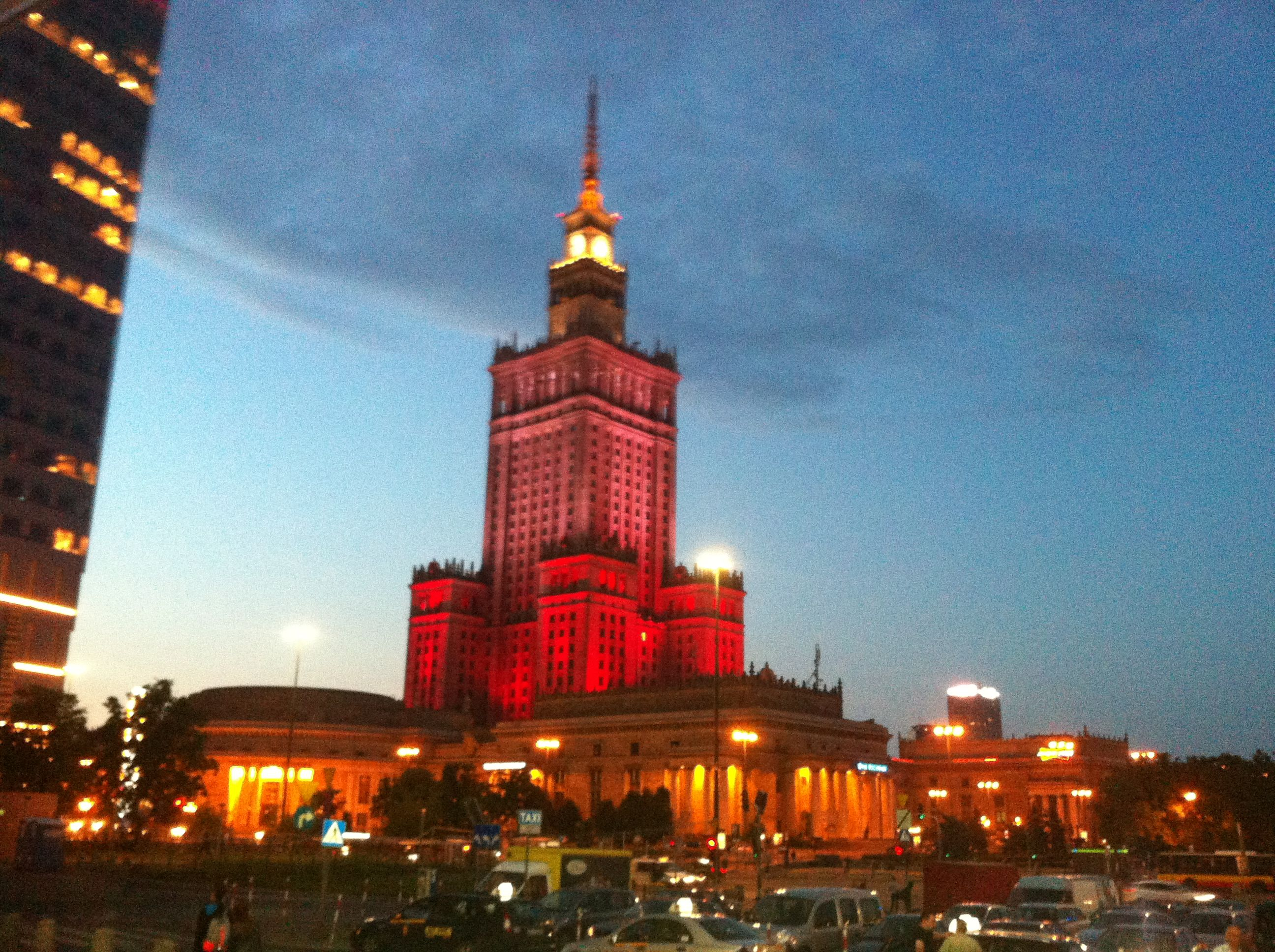
Palác v noci
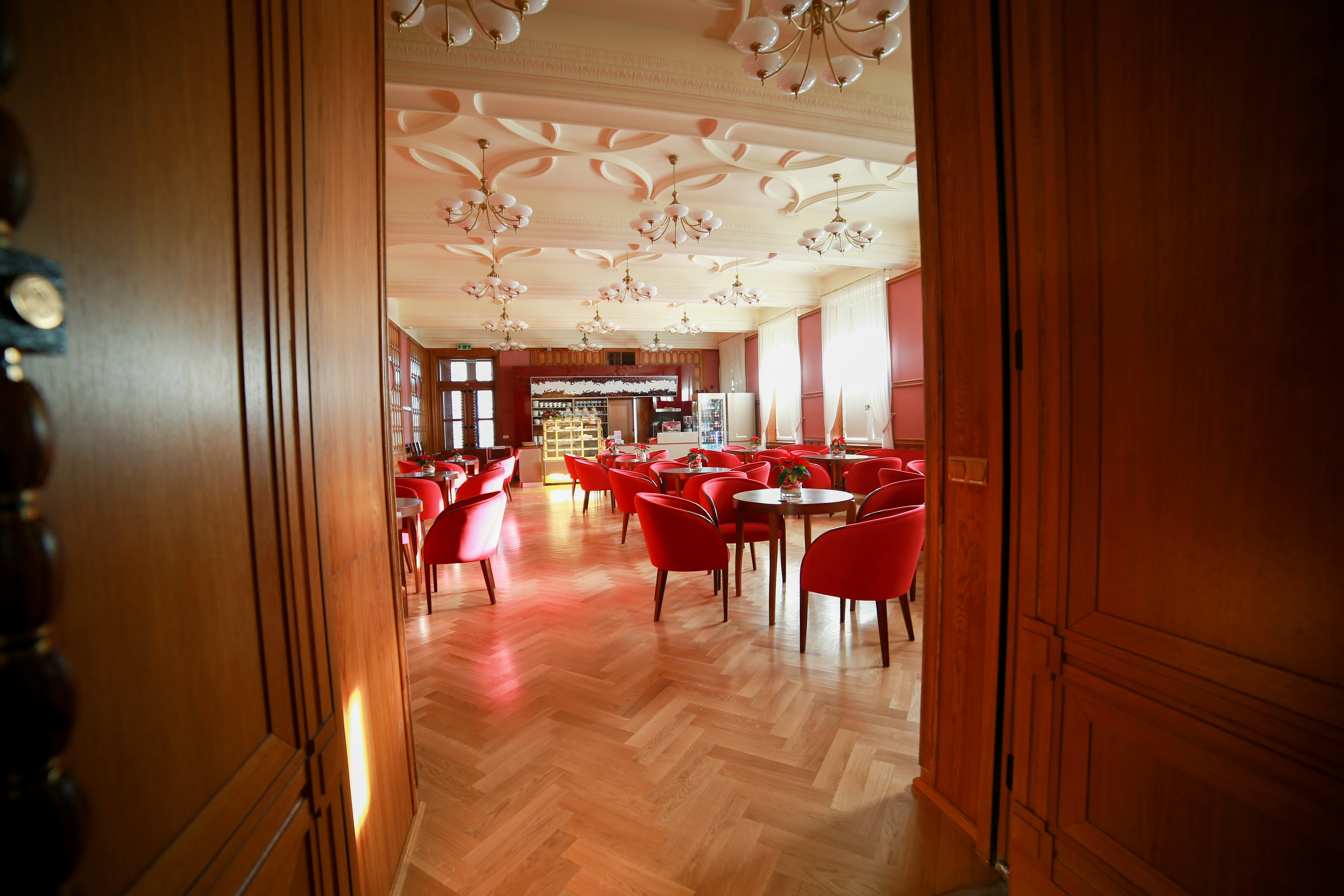
Interiér kavárny
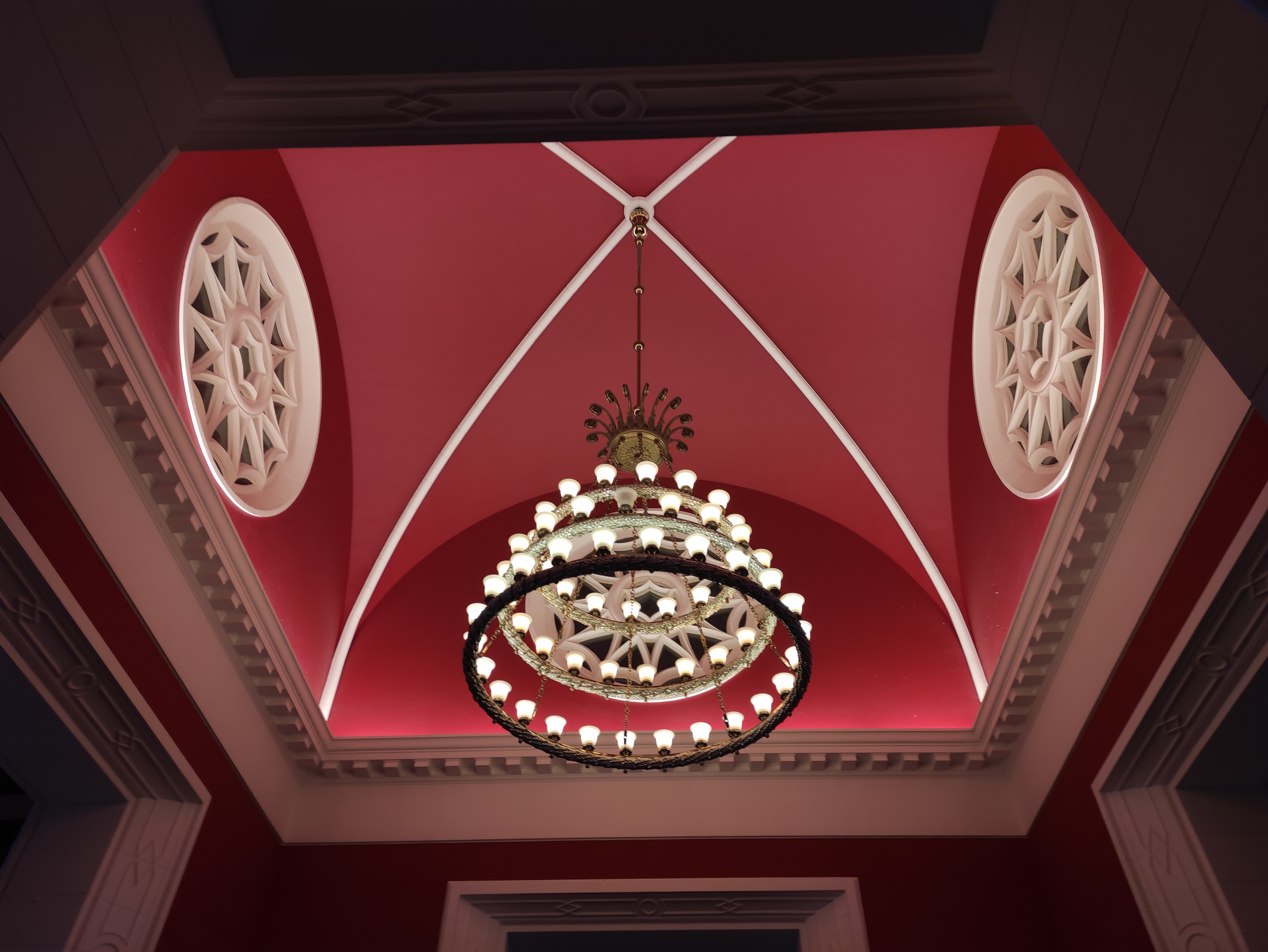
Interiér paláce
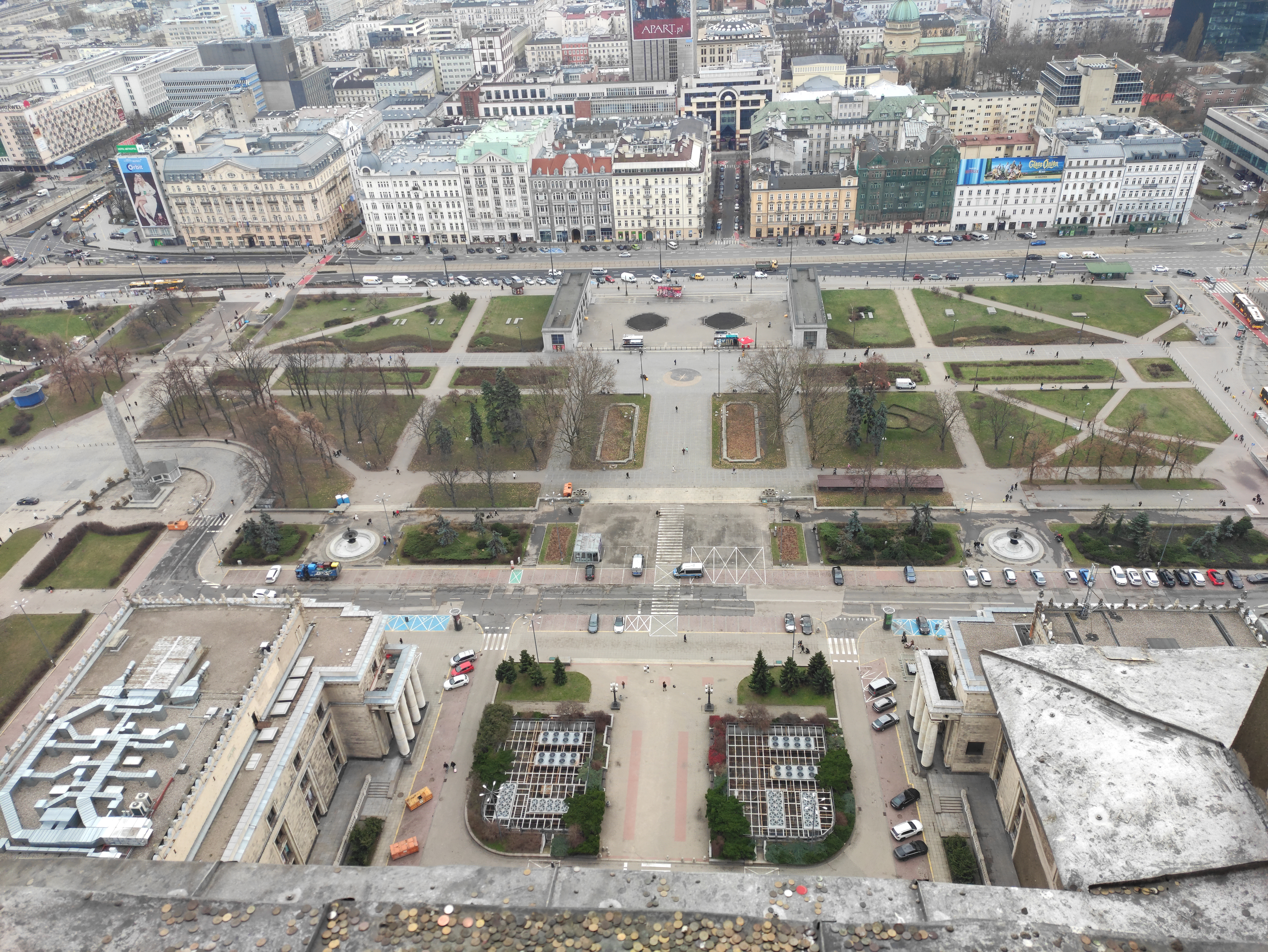
Výhled z paláce
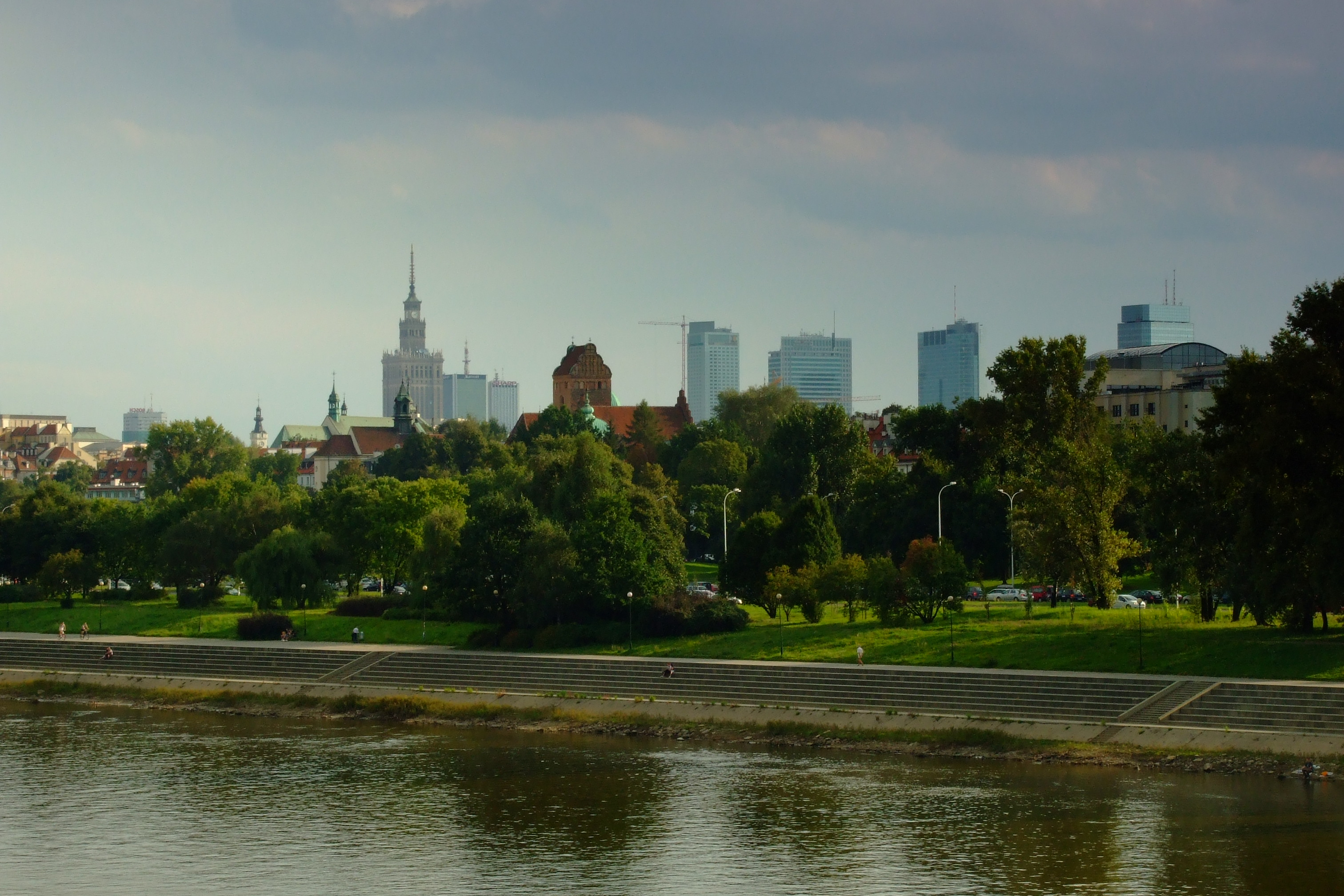
Vzdálený pohled